# کویی نو کیستسو
فصل عشق (انگلیسی: Koi no Kisetsu) اولین تک‌آهنگ توسط گروه ژاپنی پینگی و کیلرز است.